# Senath
Senath är en ort i Dunklin County i Missouri. Vid 2010 års folkräkning hade Senath 1 767 invånare.